# Chińscy arcymistrzowie szachowi
Lista chińskich szachistów, posiadających tytuły arcymistrzów (GM) i arcymistrzyń (WGM), zarówno w grze klasycznej, korespondencyjnej, kompozycji szachowej, jak i w rozwiązywaniu zadań szachowych oraz tytuły arcymistrzów honorowych (HGM), przyznawanych za osiągnięcia w przeszłości. Obejmuje także zawodników, którzy barwy Chiny reprezentowali tylko w pewnym okresie swojego życia.

## Szachy klasyczne

### arcymistrzowie
| Zawodnicy       | Rok urodzenia | Rok śmierci | Rok nadania | Uwagi                     |
| --------------- | ------------- | ----------- | ----------- | ------------------------- |
| Bu Xiangzhi     | 1985          |             | 1999        |                           |
| Ding Liren      | 1992          |             | 2009        |                           |
| Gao Rui         | 1992          |             | 2013        |                           |
| Hou Yifan       | 1994          |             | 2008        | kobieta                   |
| Li Chao         | 1989          |             | 2007        |                           |
| Li Shilong      | 1977          |             | 2002        |                           |
| Liang Chong     | 1980          |             | 2004        |                           |
| Liang Jinrong   | 1960          |             | 1997        |                           |
| Lu Shanglei     | 1995          |             | 2011        |                           |
| Ma Qun          | 1991          |             | 2013        |                           |
| Ni Hua          | 1983          |             | 2003        |                           |
| Peng Xiaomin    | 1973          |             | 1996        |                           |
| Peng Zhaoqin    | 1968          |             | 2004        | kobieta, obecnie Holandia |
| Wang Hao        | 1989          |             | 2005        |                           |
| Wang Rui        | 1978          |             | 2009        |                           |
| Wang Yue        | 1987          |             | 2004        |                           |
| Wang Zili       | 1968          |             | 1995        |                           |
| Wei Yi          | 1999          |             | 2013        |                           |
| Wen Yang        | 1988          |             | 2008        |                           |
| Wu Shaobin      | 1969          |             | 1998        | obecnie Singapur          |
| Wu Wenjin       | 1976          |             | 2000        |                           |
| Xie Jun         | 1970          |             | 1991        | kobieta                   |
| Xiu Deshun      | 1989          |             | 2011        |                           |
| Xu Jun          | 1962          |             | 1994        |                           |
| Xu Yuhua        | 1976          |             | 2006        | kobieta                   |
| Ye Jiangchuan   | 1960          |             | 1993        |                           |
| Ye Rongguang    | 1963          |             | 1990        |                           |
| Yu Ruiyuan      | 1991          |             | 2012        |                           |
| Yu Shaoteng     | 1979          |             | 2004        |                           |
| Yu Yangyi       | 1994          |             | 2009        |                           |
| Zeng Chongsheng | 1993          |             | 2013        |                           |
| Zhang Pengxiang | 1980          |             | 2001        |                           |
| Zhang Zhong     | 1978          |             | 1998        | obecnie Singapur          |
| Zhao Jun        | 1986          |             | 2004        |                           |
| Zhao Xue        | 1985          |             | 2008        | kobieta                   |
| Zhou Jianchao   | 1988          |             | 2006        |                           |
| Zhou Weiqi      | 1986          |             | 2008        |                           |
| Zhu Chen        | 1976          |             | 2001        | kobieta, obecnie Katar    |

### arcymistrzynie
| Zawodniczki   | Rok urodzenia | Rok śmierci | Rok nadania | Uwagi                                    |
| ------------- | ------------- | ----------- | ----------- | ---------------------------------------- |
| Ding Yixin    | 1991          |             | 2010        |                                          |
| Gu Xiaobing   | 1985          |             | 2003        |                                          |
| Guo Qi        | 1995          |             | 2011        |                                          |
| Hou Yifan     | 1994          |             | 2007        | +arcymistrz                              |
| Huang Qian    | 1986          |             | 2008        |                                          |
| Ju Wenjun     | 1991          |             | 2009        |                                          |
| Lei Tingjie   | 1997          |             | 2014        |                                          |
| Li Ruofan     | 1978          |             | 2002        | +mistrz międzynarodowy, obecnie Singapur |
| Liu Shilan    | 1962          |             | 1982        |                                          |
| Ning Chunhong | 1968          |             | 2001        |                                          |
| Peng Zhaoqin  | 1968          |             | 1992        | +arcymistrz, obecnie Holandia            |
| Qin Kanying   | 1974          |             | 1992        |                                          |
| Ruan Lufei    | 1987          |             | 2007        |                                          |
| Shen Yang     | 1989          |             | 2006        |                                          |
| Tan Zhongyi   | 1991          |             | 2009        |                                          |
| Tian Tian     | 1983          |             | 2002        |                                          |
| Wang Jue      | 1995          |             | 2013        |                                          |
| Wang Lei      | 1975          |             | 1996        |                                          |
| Wang Pin      | 1974          |             | 1992        |                                          |
| Wang Yu       | 1982          |             | 2003        | +mistrz międzynarodowy                   |
| Wu Mingqian   | 1961          |             | 1985        |                                          |
| Xie Jun       | 1970          |             | 1990        | +arcymistrz                              |
| Xu Yuanyuan   | 1981          |             | 2003        |                                          |
| Xu Yuhua      | 1976          |             | 2001        | +arcymistrz                              |
| Zhang Jilin   | 1986          |             | 2007        |                                          |
| Zhang Xiaowen | 1989          |             | 2009        |                                          |
| Zhao Xue      | 1985          |             | 2001        | +arcymistrz                              |
| Zhu Chen      | 1976          |             | 1995        | +arcymistrz, obecnie Katar               |